# Cinetus fuscinervis
Cinetus fuscinervis är en stekelart som beskrevs av Thomson 1858. Cinetus fuscinervis ingår i släktet Cinetus, och familjen hyllhornsteklar. Arten är reproducerande i Sverige.